# Anconia
Anconia es un género de saltamontes perteneciente a la subfamilia Oedipodinae de la familia Acrididae, y está asignado a la tribu Anconiini. Este género se distribuye en Estados Unidos y México.

## Especies
Las siguientes especies pertenecen al género Anconia:
- Anconia hebardi Rehn, 1919
- Anconia integra Scudder, 1876